# Kiyokazu Kudō
Kiyokazu Kudō (久藤 清一 Kudō Kiyokazu?, nacido el 21 de junio de 1974 en Hyogo) es un exfutbolista japonés. Jugaba de centrocampista y su último club fue el Avispa Fukuoka de Japón.

## Trayectoria

### Clubes
| Club           | País  | Año         |
| -------------- | ----- | ----------- |
| Júbilo Iwata   | Japón | 1993 - 2000 |
| Avispa Fukuoka | Japón | 1998        |
| Cerezo Osaka   | Japón | 2000 - 2005 |
| Avispa Fukuoka | Japón | 2006 - 2010 |

## Palmarés

### Títulos nacionales
| Título         | Club         | País  | Año  |
| -------------- | ------------ | ----- | ---- |
| J1 League      | Júbilo Iwata | Japón | 1997 |
| Copa J. League | Júbilo Iwata | Japón | 1998 |
| J1 League      | Júbilo Iwata | Japón | 1999 |